# 昂科斯
昂科斯（法語：Encausse）是法国热尔省的一个市镇，属于奥克区（Auch）科洛涅县（Cologne）。该市镇总面积15.65平方公里，2009年时的人口为378人。

## 人口
昂科斯人口变化图示